# Ibalia jakowlewi
Ibalia jakowlewi is een vliesvleugelig insect uit de familie van de Ibaliidae. De wetenschappelijke naam van de soort is voor het eerst geldig gepubliceerd in 1899 door Jacobson.